# Clitoria cordiformis
Clitoria cordiformis är en ärtväxtart som beskrevs av Paul R. Fantz. Clitoria cordiformis ingår i släktet Clitoria, och familjen ärtväxter. Inga underarter finns listade i Catalogue of Life.